# Sabana Grande (Guerrero)
Sabana Grande es una localidad del estado mexicano de Guerrero. Es parte del municipio de Tepecoacuilco de Trujano.

## Demografía
| Gráfica de evolución demográfica |
|                                  |

| Censo | Población |
| ----- | --------- |
| 1900  | 200       |
| 1910  | 286       |
| 1921  | 419       |
| 1930  | 371       |
| 1940  | 545       |
| 1950  | 644       |
| 1960  | 943       |
| 1970  | 1 094     |
| 1980  | 996       |
| 1990  | 1 061     |
| 2000  | 979       |
| 2010  | 968       |
| 2020  | 1 028     |